# Lista do patrimônio histórico no Pará
A lista do patrimônio histórico no Pará é uma sublista da lista do patrimônio histórico no Brasil para o estado brasileiro do Pará.
| Município | Monumento ou obra                                                                        | Esfera do tombamento | Uso atual             | Ano do tombamento | Ref    |
| --------- | ---------------------------------------------------------------------------------------- | -------------------- | --------------------- | ----------------- | ------ |
|           | Antiga residência de Maria Annunciada Chaves + acervo pessoal Documental e Bibliográfico | Estadual             | Arquivo, biblioteca   | 2010              | [ 1 ]  |
|           | Áreas dos mananciais do Utinga (lagos Bolonha e Água Preta)                              |                      |                       | 1983              | [ 2 ]  |
| Belém     | Basílica de Nossa Senhora de Nazaré                                                      |                      |                       | 1992              | [ 3 ]  |
|           | Biblioteca Pública                                                                       |                      |                       |                   | [ 4 ]  |
|           | Bosque Rodrigues Alves                                                                   |                      |                       | 1982              | [ 5 ]  |
|           | Casa do Ancião Dom Macedo Costa                                                          |                      |                       | 1984              | [ 6 ]  |
|           | Catedral Metropolitana de Belém                                                          |                      |                       | 1941              | [ 7 ]  |
|           | Cemitério de Nossa Senhora da Soledade                                                   |                      |                       | 1964              | [ 8 ]  |
|           | Chalé de Ferro de Eugênio da Silva Gaspar                                                |                      |                       | 1982              | [ 9 ]  |
|           | Chalé de Ferro do Bosque Rodrigues Alves                                                 |                      |                       | 1992              | [ 10 ] |
|           | Chalé de ferro do Campus Universitário do Guamá                                          |                      |                       | 1992              |        |
|           | Colégio Estadual Paes de Carvalho e Área de Entorno                                      |                      |                       | 1982              | [ 11 ] |
|           | Conjunto de imóveis à Rua dos Mundurucus n° 1466, 1480, 1482 e, 1490                     |                      |                       | 1998              | [ 12 ] |
|           | Corpo de Bombeiros da Polícia Militar do Pará                                            |                      |                       |                   |        |
|           | Departamento de Estradas e Rodagem/DER                                                   |                      |                       | 2006              | [ 13 ] |
|           | Edifício-sede da CDP                                                                     | Estadual             | Comercial             | 2000              | [ 14 ] |
|           | Engenho Murutucu                                                                         |                      |                       | 1981              | [ 15 ] |
|           | Faculdade de Medicina da Universidade Federal do Pará - UFPa                             |                      |                       | 1999              | [ 16 ] |
|           | Forte do Castelo de Belém                                                                |                      |                       | 1962              | Iphan  |
|           | Hotel Farol e a Ilha dos Amores                                                          |                      |                       | 2004              | [ 18 ] |
|           | Igreja de Nossa Senhora das Mercês                                                       |                      |                       | 1941              | Iphan  |
|           | Igreja de Nossa Senhora do Carmo                                                         |                      |                       | 1941              | Iphan  |
|           | Igreja de Nossa Senhora do Rosário                                                       |                      |                       | 1950              | [ 21 ] |
|           | Igreja de Santana                                                                        |                      |                       | 1962              | [ 22 ] |
|           | Igreja de São Benedito                                                                   |                      |                       |                   |        |
|           | Igreja de São João Batista                                                               |                      |                       |                   |        |
|           | Igreja de Santo Alexandre                                                                |                      |                       |                   |        |
|           | Igreja de Santo António + Capela da Ordem Terceira de São Francisco da Penitência        |                      |                       |                   |        |
|           | Instituto Estadual Carlos Gomes                                                          |                      |                       | 2001              | [ 23 ] |
|           | Instituto Lauro Sodré                                                                    |                      |                       | 1982              | [ 24 ] |
|           | Instituto de Educação do Pará - IEP                                                      |                      |                       |                   | [ 25 ] |
|           | Instituto Gentil Bittencourt                                                             |                      |                       |                   | [ 26 ] |
|           | Matadouro Municipal                                                                      |                      | instituto Curro Velho |                   |        |
|           | Mercado de São Braz e Caixa d'água de Ferro                                              |                      |                       | 1982              | [ 27 ] |
|           | Mercado Ver-o-Peso                                                                       |                      |                       | 1977              | [ 28 ] |
|           | Monumento do Marco da Légua                                                              |                      |                       | 1982              | [ 29 ] |
|           | Museu Paraense Emílio Goeldi + acervo e coleções                                         |                      |                       | 1982              | [ 30 ] |
|           | Residência do intendente Antônio Lemos                                                   |                      |                       |                   |        |
|           | Palacete Augusto Montenegro                                                              |                      |                       | 2002              | [ 31 ] |
|           | Palácio Antônio Lemos                                                                    |                      | prefeitura municipal  | 1942              | [ 32 ] |
|           | Palácio Velho (Palácio Lauro Sodré)                                                      |                      |                       | 1974              | [ 33 ] |
|           | Palacete Bolonha                                                                         |                      |                       | 1982              | [ 34 ] |
|           | Poste da Praça Saldanha Marinho                                                          |                      |                       |                   |        |
|           | Hospital Militar                                                                         |                      | Museu e restauramte   | 1964              | [ 35 ] |
|           | Palacete José Júlio de Andrade                                                           |                      |                       | 1996              | [ 36 ] |
|           | Palacete Passarinho                                                                      |                      |                       | 2004              | [ 37 ] |
|           | Palacete Pinho                                                                           |                      |                       | 1986              | [ 38 ] |
|           | Porto de Belém                                                                           |                      |                       | 2000              | [ 39 ] |
|           | Praça Barão do Rio Branco                                                                |                      |                       | 1999              | [ 40 ] |
|           | Praça Batista Campos                                                                     |                      |                       | 1983              | [ 41 ] |
|           | Praça da República                                                                       |                      |                       | 1983              | [ 42 ] |
|           | Praça Frei Caetano Brandão                                                               |                      |                       |                   |        |
|           | Sede social do Clube do Remo                                                             |                      |                       |                   | [ 43 ] |
|           | Sede da Universidade do Estado do Pará – UEPA                                            |                      |                       | 1996              | [ 44 ] |
|           | Terreiro de Mina Dois Irmãos                                                             |                      |                       |                   | [ 45 ] |
|           | Theatro da Paz                                                                           |                      |                       |                   |        |

## Fonte
- IPHAN. Arquivo Noronha Santos